# Sulfid antimonitý
Sulfid antimonitý (chemický vzorec Sb2S3) je pevná látka, velmi málo rozpustná ve vodě, ovšem dobře rozpustná v roztocích rozpustných sulfidů nebo hydrogensulfidů. Se silnými kyselinami reaguje za vzniku antimonitých solí a uvolnění sulfanu, který způsobuje silný zápach po zkažených vejcích. V hydroxidech se rozpouští za vzniku antimonitanů. Na vzduchu hoří za vzniku oxidu antimonitého Sb4O6 a oxidu siřičitého SO2. Je to redukční činidlo, které se oxiduje za vzniku sloučenin Sb+V.

## Modifikace a výskyt
Vyskytuje se ve dvou krystalických modifikacích a to kosočtverečné (ortorombické), která má šedou barvu, a amorfní, která má žlutou barvu. V šedé modifikaci se v přírodě nachází jako minerál antimonit (stibnit).

## Příprava
Čistý sulfid antimonitý lze připravit reakcí chloridu antimonitého SbCl3 s thioacetamidem CH3CSNH2 v ethanolu nebo kyselině octové.
Nebo ho lze připravit spalováním práškovitého antimonu se sírou:
16 Sb + 3 S8 → 4 Sb4S6
Laboratorně ho lze jednoduše připravit srážením antimonité soli roztokem rozpustného sulfidu nebo sulfanem:
4 Sb3+ + 6 S2− → Sb4S6↓

## Využití
Jako minerál byl sulfid antimonitý znám od starověku a používal se jako černý make-up pro barvení obočí a očních víček. Dnes se využívá jako přísada v zápalkách, pyrotechnice, do rubínově červených skel, jako barvivo na umělé hmoty a jako zpomalovač hoření.
Sulfid antimonitý je polovodič s vysokou citlivostí na světlo a byl použit v televizních kamerách a jiných optoelektronických zařízeních.